# Úber Cuero Muñoz
Úber Euclides Cuero Muñoz (ur. 9 września 1994) – kolumbijski zapaśnik w stylu wolnym. Zajął 21. miejsce na mistrzostwach świata w 2023 roku.
Siódmy na igrzyskach panamerykańskich w 2023. Srebrny medalista mistrzostw panamerykańskich w 2016, brązowy w 2013 i 2017. Brązowy medalista igrzysk Ameryki Południowej w 2022. Wicemistrz igrzysk Ameryki Środkowej i Karaibów w 2018 i trzeci w 2023. Wicemistrz Ameryki Płd. w 2013 i 2016. Drugi na igrzyskach boliwaryjskich w 2013 roku.
Jego brat Jaír Cuero Muñoz i siostra Aidé Cuero Muñoz są również zapaśnikami.